# Этимология
Этимоло́гия (др.-греч. ἐτυμολογία от ἔτυμον — истина, основное значение слова и λόγος — слово, учение, суждение) — термин, означающий:
- раздел лингвистики (сравнительно-исторического языкознания), изучающий происхождение слов (устойчивых оборотов[1] и реже морфем)[2];
- методику исследований, используемых при выявлении истории происхождения слова (или морфемы);
- результат такого выявления[3];
- под этимологией может также пониматься любая гипотеза о происхождении того или иного конкретного слова[1] или морфемы (например, «предложить более убедительную этимологию»), само происхождение слова (например, «у слова тетрадь греческая этимология»), то есть версию происхождения — непосредственно этимон.

Термин «этимология» зародился в среде древнегреческих философов-стоиков и, согласно поздним свидетельствам Диогена Лаэртского, приписывается Хрисиппу (281/278—208/205 до н. э.). До XIX века термин «этимология» в языкознании мог применяться в значении «грамматика». Первоначально, у древних — учение об «истинном» («первоначальном») значении слова: см. Исидор Севильский (ок. 560—636) — энциклопедия «Этимологии».

## История

### Донаучный этап этимологии
В Древней Греции вопросы о происхождении слов поднимались ещё до появления самого термина ἐτυμολογία. О том, насколько хорошо название предмета отражает его сущность, рассуждал ещё Гераклит Эфесский (544—483 гг. до н. э.). Позднее Платон (428/427—348/347 до н. э.) в своём диалоге «Кратил» (др.-греч. Κρατύλος) размышляет о том, какова природа имени: дано ли имя вещи от природы или его выбирает человек. В целом рассуждения Платона об этимологии были наивными, хотя уже предвосхищали многие идеи лингвистов XVIII—XIX вв.
В античности этимология рассматривалась как часть грамматики, поэтому ей занимались грамматисты. Наиболее известным исследователем истории слов этого периода был римский грамматист Варрон (116—27 годы до н. э.), который определял этимологию (лат. etymologus) как науку, которая устанавливает «почему и отчего появились слова». Например, происхождение латинского слова lūna «луна» он объяснял, раскладывая его на части lū- (по Варрону, от глагола lūceō «светить») и -na (от лат. nox «ночь»). Несмотря на отсутствие общей научной методологии при объяснении слов, Варрон верно указывал на роль звуковых изменений в истории развития лексики и был близок к тому, чтобы определить роль словообразования.
В Средние века ничего принципиально нового в методологию исследования внесено не было. Наиболее ярким представителем средневековой этимологии был архиепископ Севильи в вестготской Испании, последний латинский отец Церкви и основатель средневекового энциклопедизма Исидор Севильский (560—636 н. э.), которому принадлежит труд «Этимологии» (лат. Etymologiae libri viginti). В этом труде Исидор Севильский прибегает к этимологии для пояснения «значения вещей». Иные попытки средневековых схоластов установить этимологии отдельных слов, как правило, были наивными и несостоятельными. Так, доминиканцы — члены монашеского ордена святого Доминика (лат. Dominicus) — этимологизировали название своего ордена dominicāni, переводя его как «Господни псы» (лат. domini canes).
До появления сравнительно-исторического метода большинство этимологий носило совершенно фантастический характер как в Европе, так и в России. Так, русский поэт и филолог XVIII века В. К. Тредиаковский (1703—1769) считал, что название страны Норвегия есть искажённая форма слова наверхия, так как эта страна расположена наверху географической карты, а название Италия восходит к слову удалия, потому что страна эта на много вёрст удалена от России. Подобные «штудии» вынудили Вольтера (1694—1778) сказать, что «этимология — это наука, в которой гласные ничего, а согласные почти ничего не значат».

### Научная этимология
Инструментарий этимологии дал сравнительно-исторический метод — совокупность приёмов, позволяющих доказать родство языков и выявить факты их древнейшей истории с опорой на сравнение фонетики и (в меньшей степени) грамматики. Он возник в конце XVIII — начале XIX с открытием Уильямом Джонсом (1746—1794) древнеиндийского языка санскрита и утверждения в научном мире тезиса о родстве многих языков от Индии до Европы. Впоследствии семья родственных языков, включающая славянские, германские, италийские (современные романские), кельтские, индоиранские и другие языки, стала называться индоевропейской, а общий праязык — праиндоевропейским.
Через четверть века после открытия санскрита немецкий учёный Франц Бопп (1791—1867) написал книгу, в которой обосновывалось родство индоевропейских языков. Расмус Раск (1787—1832) и Якоб Гримм (1785—1863) заложили фундамент германского языкознания. Август Фридрих Потт (1802—1867) первым стал составлять таблицы фонетических соответствий для индоевропейских языков. Русский филолог немецкого происхождения Александр Христофорович Востоков (1781—1864) сделал немало важных открытий для славянских языков.
Большой вклад в сравнительно-историческое языкознание и этимологию внёс немецкий учёный Август Шлейхер (1821—1868), который занимался изучением индоевропейских языков составлением сравнительных грамматик. Шлейхер считал, что чем дальше индоевропейские народы уходили от своей прародины (в Средней Азии), тем сильнее менялись (упрощались) языки, поэтому его басня «Овца и кони», написанная на реконструированном праиндоевропейском, была близка к санскриту. Несмотря на ошибочность многих представлений Шлейхера, его труды и идеи послужили дальнейшему развитию сравнительно-исторического языкознания и этимологии. Шлейхеру принадлежит идея «древа языков» (нем. Stammbaum; термин возник под влиянием биологической таксономии).
В конце XIX — начале XX века утверждаются принципы младограмматизма в сравнительно-историческом языкознании и этимологии. Согласно доктрине этой школы, в основе изменений слов лежат фонетические законы, которые не знают исключений. Виднейшими представителями младограмматического направления были Карл Бругман (1849—1919), Герман Остхоф (1847—1909), Бертольд Дельбрюк (1842—1922), Август Лескин (1840—1916), Герман Пауль (1846—1921), Вильгельм Мейер-Любке (1861—1936), Филипп Фёдорович Фортунатов (1848—1914) и другие.
Новый этап собственно этимологии связан с успехами в области диалектологии и лингвистической географии, вклад в которые внёс французский учёный Жюль Жильерон (1854—1926). Немалую роль сыграли исследования изменений значений и анализ лексики по семантическим полям, изучение связей между семантикой и вещами реального мира. Развитие в XX веке отмечено применением структурных принципов в исследовании этимологии, которых придерживались Эмиль Бенвенист (1902—1976), Виктор Владимирович Мартынов (1924—2013) и Александр Саввич Мельничук (1921—1997). Их усилиями начал разрабатываться и применяться анализ лексем по группам — семантическим, корневым, аффиксальным, лексико-грамматическим и т. д..
Жёсткий тезис младограмматиков о главенстве фонетических законов долгое время сохранялся, однако представитель чехословацкой этимологической школы Вацлав Махек (1894—1965) стремился показать, что помимо регулярных фонетических соответствий существуют также нерегулярные соответствия, объяснение которых следует искать вне рамок фонетических законов, а исходя из индивидуальных особенностей слова. При этом, согласно Освальду Семереньи (1913—1996), Якову Львовичу Малкиелю (1914—1998) и Олегу Николаевичу Трубачёву (1930—2002), определяющую роль по-прежнему играют фонетические закономерности.
Вторая половина XX века оказалась весьма благоприятным и продуктивным периодом для этимологической науки, связанным с расширением исследований, освоением новых методов и новых материалов, подготовкой и изданием многочисленных этимологических словарей. Создание этимологических словарей славянских языков, при составлении которых особое внимание уделялось реконструкции праславянского лексического фонда (Ф. Славский, О. Н. Трубачёв), послужило основой для возникновения полноценной лексикологии и лексикографии уже собственно праславянского языка.

## Предмет и метод этимологии
Предмет этимологии — изучение источников и процесса формирования словарного фонда языка, а также реконструкция словарного состава языка древнейшего периода. Слова языка изменяются со временем по определённым историческим (но не существующим) моделям, что затемняет исконную форму слова. Этимолог, опираясь на материал родственных языков, должен установить эту форму и объяснить, каким образом она приняла современный вид.
Этимология характеризуется комплексным характером методов исследования. Слово (или корень), этимологию которого требуется установить, соотносится с родственными словами (или корнями), выявляется общий производящий корень, в результате снятия наслоений позднейших исторических изменений устанавливается исконная форма и её значение.

## Ближние и дальние этимологии
Существуют слова, этимология которых определяется с опорой на материал внутри языка. Например, слово белка в русском языке легко связывается со словом белый. Трудности семантического характера существуют, однако этимологи ссылаются на др.-рус. сочетание бѣла вѣверица, засвидетельствованное в летописях. Таким образом, модель, лёгшая в основу слова белка, является эллипсисом и повторяет современное слово столовка, возникшее из сочетания столовая комната.
Более древние слова невозможно этимологизировать на основе данных одного языка, тогда прибегают к помощи других языков. Нередко оказывается, что самые обычные русские слова могут оказаться древними заимствованиями. Так, на основании ст.‑слав. кънѧзь, рус. князь, сербохорв. кне̑з, словен. knez, чеш. kněz, словац. kňaz и пол. ksiądz этимологи реконструируют праслав. слово *kъnędzь, связываемое с прагерм. *kuningaz, от которого происходят англ. king (др.-англ. cyning, cyng), нем. König (др.-в.-нем. kuning), нидерл. koning (др.-нидерл. kuning), исл. konungur, норв. konge, швед. konung (др.-сканд. konungr), лит. kunigaikštis и др. Утверждение, что праслав. слово заимствовано из прагерм. формы, обосновывается тем, что праслав. *dz возникло из прагерм. *g в результате третьей палатализации, а носовой *ę закономерно возник из *in. Родство подтверждается и общностью семантики.
Реконструкция на уровне праиндоевропейского языка требует привлечение ещё большего круга языков и родственных слов, причём нередко этимологи сталкиваются с различными сложностями. Так, на основе рус. журавль, ст.‑слав. жєравль, болг. жерав, чеш. žerav, словац. žerjav и пол. żuraw возможна (при некотором сглаживании) реконструкция праслав. *žeravъ. Им родственны латыш. dzẽrve и лит. gérvė. При внешнем сходстве славянских и балтийских слов всё же следует учитывать, что славянские слова, скорее всего, возникли из сочетания *gerā āwis (где первая часть происходит от *gerh₂- «журавль», а вторая — от пра-и.е. *h₂éwis «птица»), тогда как балтийские слова возникли от расширения корня *ǵerh₂- «журавль» с формантом *-weh₁. На основе англ. crane (др.-англ. cran), нем. Kran (др.-в.-нем. krano), нидерл. kraan возможно реконструировать прагерм. *kranô, восходящее к тому же корню *ǵerh₂-, но уже с формантом *-no (при этом др.-сканд. trani, trana уже не вписываются в картину, хотя для них предполагают переход *kr > tr). Для лат. grūs будет реконструироваться слово *ǵr̥h₂ús. Во всех случаях реконструкции различны, причём не всегда удаётся обосновать выбор корня с опорой на фонетические законы (ср. славянские слова, которые в соответствии с фонетическими законами должны были развить ž из велярного *g, а не палатовелярного *ǵ, который обычно даёт слав. z).